# Yuka Kado
Yuka Kado (加戸 由佳 Kado Yuka?), född 19 juni 1990, är en japansk fotbollsspelare som spelar för Bunnys Kyoto SC.
Yuka Kado spelade 3 landskamper för det japanska landslaget.